# مریلین شرفلر
مریلین شرفلر (انگلیسی: Marilyn Schreffler; ۱۴ ژوئن ۱۹۴۵ – ۷ ژانویهٔ ۱۹۸۸) بازیگر و صداپیشه اهل ایالات متحده آمریکا بود.
از فیلم‌ها یا مجموعه‌های تلویزیونی که وی در آن‌ها نقش داشته‌است، می‌توان به مسابقه فضایی یوگی و فرار اشاره نمود.